# Ngonidzashe Makusha
Ngonidzashe „Ngoni“ Makusha (* 11. März 1987) ist ein simbabwischer Leichtathlet, der vorwiegend im Weitsprung und im 100-Meter-Lauf antritt.

## Sportliche Laufbahn
Erste internationale Erfahrungen sammelte Ngonidzashe Makusha bei den Juniorenweltmeisterschaften 2006 in Peking, bei denen er im 100-Meter-Lauf mit 10,84 s im Halbfinale ausschied und im 200-Meter-Lauf nicht an den Start ging. Zudem belegte er im Weitsprung mit 7,33 m den zwölften Platz. Im Jahr darauf gewann er bei den Afrikaspielen in Algier gemeinsam mit Gabriel Mvumvure, Brian Dzingai und Lewis Banda in 39,16 s die Bronzemedaille in der 4-mal-100-Meter-Staffel. Des Weiteren gelangte er über 100 Meter bis in das Halbfinale, in dem er mit 10,56 s ausschied. Im Weitsprung gelangte er bis in das Finale, trat dort aber nicht mehr an und im Dreisprung gelang ihm kein gültiger Versuch. In der folgenden Saison ging er an die Florida State University in Tallahassee, wo er ein Wirtschaftsstudium begann. Er siegte bei den NCAA-Meisterschaften im Weitsprung und erzielte mit seiner Weite von 8,30 m einen nationalen Rekord. Damit qualifizierte er sich auch für die Olympischen Spiele in Peking, bei denen er einen Medaillengewinn nur knapp verpasste. Er ging in der ersten Runde des Finales mit 8,19 m in Führung. In der vierten Runde verdrängten ihn der Panamaer Irving Saladino (8,34 m) und der Südafrikaner Godfrey Khotso Mokoena (8,24 m) zunächst auf den dritten Platz. Im sechsten und letzten Durchgang zog der Kubaner Ibrahim Camejo mit 8,20 m um einen Zentimeter an ihm vorbei und Makusha wurde schließlich Vierter.
2009 verteidigte Makusha seinen NCAA-Titel erfolgreich. Nachdem er die folgende Saison verletzungsbedingt verpasst hatte, zeigte er sich Anfang 2011 wieder in guter Form. Zunächst gewann er im Februar mit 8,15 m den Weitsprungwettbewerb bei den NCAA-Hallenmeisterschaften in Blacksburg. Im April gelang ihm ein Sprung auf 8,40 m, der aber wegen zu starken Rückenwinds nicht bestenlistenfähig war. Wenig später steigerte er seine persönliche Bestleistung im 100-Meter-Lauf auf 9,97 s und lief damit simbabwischen Rekord. Außerdem fand er so Eingang in den kleinen Kreis von Athleten, die sowohl die 8-Meter-Grenze im Weitsprung als auch die 10-Sekunden-Grenze über 100 Meter durchbrechen konnten. Bei den NCAA-Meisterschaften siegte er in beiden Disziplinen und erzielte dabei mit 9,89 s und 8,40 m jeweils persönliche Bestleistungen. Ihm gelang damit als erst viertem Athleten in der Geschichte dieser Meisterschaften nach DeHart Hubbard, Jesse Owens und Carl Lewis ein solcher Doppelsieg. Bei den Weltmeisterschaften im südkoreanischen Daegu gewann Makusha mit 8,29 m die Bronzemedaille im Weitsprung hinter dem US-Amerikaner Dwight Phillips und dem Australier Mitchell Watt. Zudem gelangte er im Sprint bis in das Halbfinale, in dem er mit 10,27 s ausschied. 2014 nahm er im Weitsprung noch an den Hallenweltmeisterschaften in Sopot teil, schied dort aber mit 7,85 m in der Qualifikation aus.
In den Folgejahren bestritt Makusha nur noch sehr wenige Wettkämpfe in den Vereinigten Staaten. Nebenher arbeitet er als Coach an der Drake University in Des Moines.

## Bestleistungen
- 100 Meter: 9,89 s (+1,3 m/s), 10. Juni 2011 in Des Moines (simbabwischer Rekord)
  - 60 Meter (Halle): 6,60 s, 27. Februar 2009 in Blacksburg (simbabwischer Rekord)
- 200 Meter: 21,57 s, 4. Juli 2006 in Windhoek
- Weitsprung: 8,40 m (0,0 m/s), 9. Juni 2011 in Des Moines (simbabwischer Rekord)
  - Weitsprung (Halle): 8,21 m, 27. Februar 2009 in Blacksburg (simbabwischer Rekord)